# Кремлёвская улица (Астрахань)
Кремлёвская у́лица — одна из улиц исторического района Коса в центральной части Астрахани. Начинается от пешеходной Петровской набережной Волги и идёт с северо-востока на юго-запад параллельно улице Анатолия Сергеева, пересекая улицу Лейтенанта Шмидта и заканчиваясь у Бульварного переулка.
Улица преимущественно застроена зданиями дореволюционного периода, в том числе памятниками архитектуры.

## История
На территории улицы в XVII веке располагались иранская (персидская) и индийская торговые слободы.
В 1837 году улица получила название Волжская набережная, в 1924 году оно было переутверждено как набережная реки Волги. Современное название в честь Астраханского кремля улица получила в 1957 году.

## Застройка
- дом 1 — Клубный дом «Кремлёвский»(ведется строительство)
- дом 1А — ресторан грузинской кухни «Кинза»
- дом 4 — отель «Азимут»

- дом 15/4/16 —  памятник архитектуры Дом Кононова (1881 г.)[4]

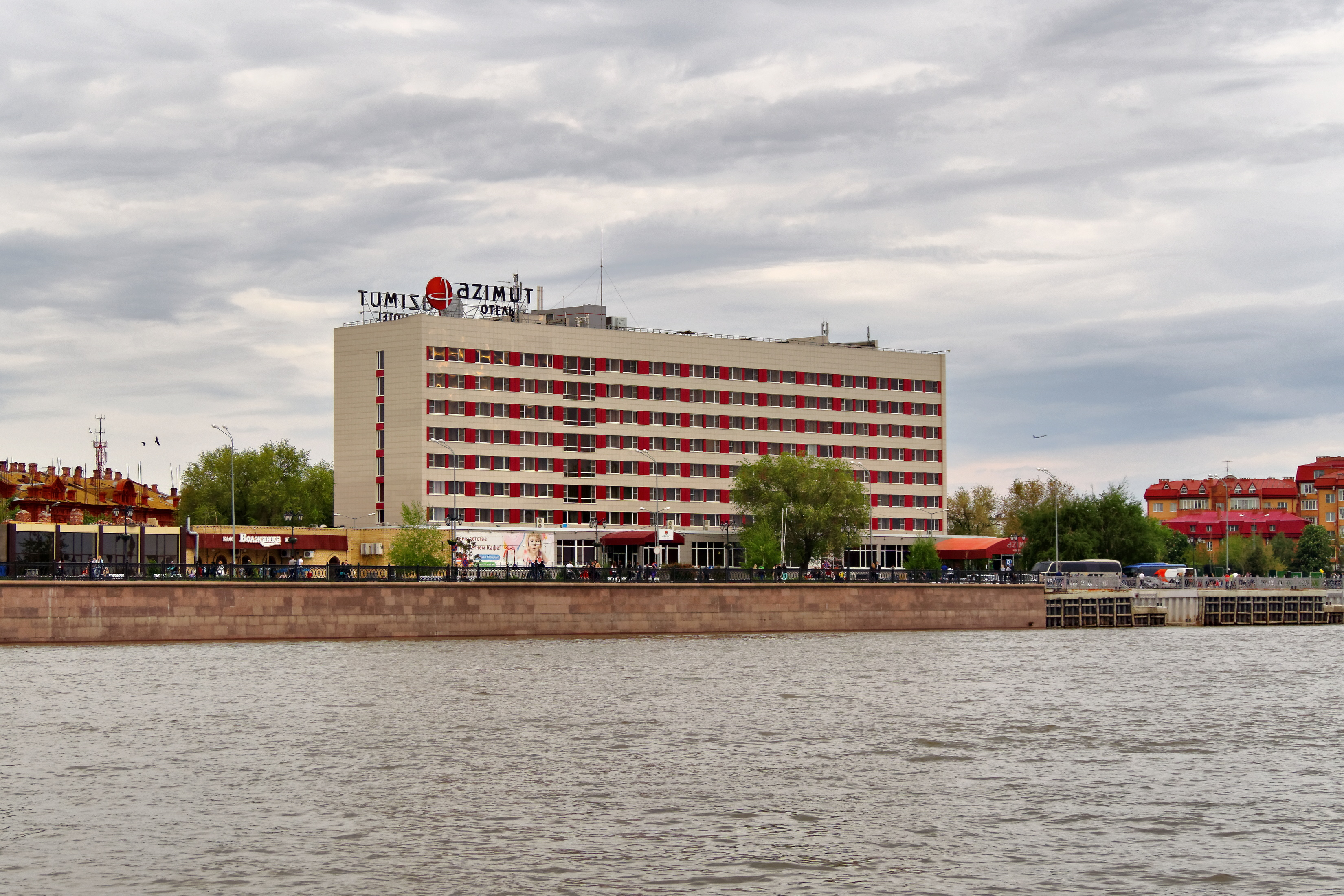
вид с Волги на отель «Азимут» на улице Кремлёвской, 4

- дом 19 — двухэтажный купеческий дом с резными наличниками (конец XIX — начало XX вв.)

## Транспорт
К югу от начала Кремлёвской улицы расположена пристань «Отель „Азимут“», от которой отправляются речные трамвайчики местного сообщения. Ближайшая остановка наземного общественного транспорта — «Площадь Ленина — Кремль».